# Turneul de tenis de la Indian Wells
Turneul de tenis de la Indian Wells, cunoscut sub numele de Indian Wells Masters, Indian Wells Open și  BNP Paribas Open este un turneu de tenis anual care, de obicei, are loc la începutul și mijlocul lunii martie, la Indian Wells Tennis Garden în Indian Wells, California, Statele Unite. Actualul proprietar este Larry Ellison, președinte executiv și cofondator al Oracle. Turneul este un eveniment Masters 1000 în turneul masculin și un eveniment WTA 1000 în turneul feminin.
Este unul dintre puținele turnee a căror durată se extinde peste o săptămână. Se joacă pe suprafață dură și este cel mai frecventat turneu de tenis din afara celor patru turnee de Grand Slam, fiind deseori numit „al cincilea Grand Slam”. Indian Wells Tennis Garden are al doilea stadion ca mărime din lume, după stadionul Arthur Ashe din New York de la US Open. Indian Wells Open este cel mai important turneu de tenis din vestul Statelor Unite și al doilea turneu de tenis ca mărime din Statele Unite și din cele două Americi (după US Open din estul Statelor Unite).
Desfășurându-se înaintea Miami Open, acesta este primul eveniment din cadrul „Sunshine Double” – o serie de două turnee de elită consecutive pe suprafață dură, desfășurate în Statele Unite la începutul primăverii.
Ambele tablouri principale de simplu includ 96 de jucători pe o grilă de 128 de jucători, iar cei 32 de capi de serie primesc un bye (un bilet gratuit) pentru runda a doua.

## Istoric
Indian Wells Masters a fost înființat în 1974 în Tucson, Arizona, unde au avut loc cele două ediții inaugurale. Inițiatorii au fost jucătorul de tenis portorican Charlie Pasarell și jucătorul sud-african Raymond Moore.
Timp de șaisprezece sezoane, până în 1990, turneul masculin a făcut parte din seria de campionat de elită a circuitului Grand Prix. De la înființarea circuitului ATP, la începutul sezonului 1990, categoria ATP Masters a continuat, denumirea sa evoluând de-a lungul timpului: Single Week Series, Super 9, Masters Series, iar din 2009 există sub forma unei serii de nouă turnee ATP Masters 1000. Turneul feminin a circuitului WTA a fost clasificată ca WTA 1000 începând cu sezonul 2021, pornind de la precedentul Premier Mandatory din 2009-2020 și Tier I jucat între 1988-2008. Este al treilea turneu ca nivel, după Grand Slam și Turneul Campionilor.
Tabloul principal feminin începe de obicei miercuri, în timp ce tabloul masculin începe joi. Ambele finale au loc în duminica din săptămâna următoare. Inițial, secțiunea feminină o preceda pe cea masculină cu o săptămână. Apoi, în 1996, datele au fost unificate printr-un acord între ATP și WTA, făcând din acest turneu unul dintre primele evenimente comune pentru bărbați și femei din calendarul de tenis.
În 2004 s-a extins la un turneu de peste o săptămână cu 96 de jucători la simplu și, de atunci, împreună cu Miami Open, au fost denumite în mod colocvial Sunshine Double. Supranumit „Grand Slam of the West”, este cel mai frecventat turneu de tenis din lume, în afară de cele patru turnee de Grand Slam, cu 475.372 de vizitatori în timpul evenimentului din 2019.
În 2009, turneul și Indian Wells Tennis Garden au fost vândute lui Larry Ellison.
În sezonul 2020, turneul a fost anulat din cauza pandemiei de COVID-19. Progresia continuă a infecției în Statele Unite a determinat apoi ca data tradițională din martie să fie mutată în octombrie în sezonul 2021.

## Controversa surorilor Williams
Venus și Serena Williams, două jucătoare americane de succes, au refuzat să joace la turneul Indian Wells din 2001 până în 2014, în ciuda amenințărilor cu sancțiuni financiare și penalizări de puncte. Cele două aveau de jucat una din cele două semifinale din 2001, dar Venus s-a retras din cauza unei accidentări. Pe fondul speculațiilor privind aranjarea meciului, mulțimea a huiduit-o tare pe Serena când a ieșit să joace finala și a continuat să o huiduie intermitent pe tot parcursul meciului, chiar până la punctul de a se bucura la erori neforțate și duble greșeli.
Williams a câștigat turneul și a fost huiduită în timpul ceremoniei de premiere. Luna următoare, la Ericsson Open, Richard Williams, tatăl Serenei și a lui Venus, a susținut că în timp ce se afla în tribună s-au îndreptat spre el insulte rasiale. Nici Venus și nici Serena nu au participat la turneu până în 2015, când Serena Williams a jucat, punând capăt boicotului său de 14 ani. Venus Williams și-a încheiat boicotul concurând în 2016.

## Rezultate

### Simplu masculin
| An   | Campion                                                                            | Finalist                                                                           | Scor                                                                               |
| ---- | ---------------------------------------------------------------------------------- | ---------------------------------------------------------------------------------- | ---------------------------------------------------------------------------------- |
| 1974 | John Newcombe                                                                      | Arthur Ashe                                                                        | 6–3, 7–6                                                                           |
| 1975 | John Alexander                                                                     | Ilie Năstase                                                                       | 7–5, 6–2                                                                           |
| 1976 | Jimmy Connors                                                                      | Roscoe Tanner                                                                      | 6–4, 6–4                                                                           |
| 1977 | Brian Gottfried                                                                    | Guillermo Vilas                                                                    | 2–6, 6–1, 6–3                                                                      |
| 1978 | Roscoe Tanner                                                                      | Raúl Ramírez                                                                       | 6–1, 7–6                                                                           |
| 1979 | Roscoe Tanner (2)                                                                  | Brian Gottfried                                                                    | 6–4, 6–2                                                                           |
| 1980 | Finala nu a avut loc din cauza ploii (turneul a fost anulat înainte de semifinale) | Finala nu a avut loc din cauza ploii (turneul a fost anulat înainte de semifinale) | Finala nu a avut loc din cauza ploii (turneul a fost anulat înainte de semifinale) |
| 1981 | Jimmy Connors (2)                                                                  | Ivan Lendl                                                                         | 6–3, 7–6                                                                           |
| 1982 | Yannick Noah                                                                       | Ivan Lendl                                                                         | 3–6, 6–2, 7–5                                                                      |
| 1983 | José Higueras                                                                      | Eliot Teltscher                                                                    | 6–4, 6–2                                                                           |
| 1984 | Jimmy Connors (3)                                                                  | Yannick Noah                                                                       | 6–2, 6–7(7–9), 6–3                                                                 |
| 1985 | Larry Stefanki                                                                     | David Pate                                                                         | 6–1, 6–4, 3–6, 6–3                                                                 |
| 1986 | Joakim Nyström                                                                     | Yannick Noah                                                                       | 6–1, 6–3, 6–2                                                                      |
| 1987 | Boris Becker                                                                       | Stefan Edberg                                                                      | 6–4, 6–4, 7–5                                                                      |
| 1988 | Boris Becker (2)                                                                   | Emilio Sánchez                                                                     | 7–5, 6–4, 2–6, 6–4                                                                 |
| 1989 | Miloslav Mečíř                                                                     | Yannick Noah                                                                       | 3–6, 2–6, 6–1, 6–2, 6–3                                                            |
| 1990 | Stefan Edberg                                                                      | Andre Agassi                                                                       | 6–4, 5–7, 7–6(7–1), 7–6(8–6)                                                       |
| 1991 | Jim Courier                                                                        | Guy Forget                                                                         | 4–6, 6–3, 4–6, 6–3, 7–6(7–4)                                                       |
| 1992 | Michael Chang                                                                      | Andrei Cesnokov                                                                    | 6–3, 6–4, 7–5                                                                      |
| 1993 | Jim Courier (2)                                                                    | Wayne Ferreira                                                                     | 6–3, 6–3, 6–1                                                                      |
| 1994 | Pete Sampras                                                                       | Petr Korda                                                                         | 4–6, 6–3, 3–6, 6–3, 6–2                                                            |
| 1995 | Pete Sampras (2)                                                                   | Andre Agassi                                                                       | 7–5, 6–3, 7–5                                                                      |
| 1996 | Michael Chang (2)                                                                  | Paul Haarhuis                                                                      | 7–5, 6–1, 6–1                                                                      |
| 1997 | Michael Chang (3)                                                                  | Bohdan Ulihrach                                                                    | 4–6, 6–3, 6–4, 6–3                                                                 |
| 1998 | Marcelo Ríos                                                                       | Greg Rusedski                                                                      | 6–3, 6–7(15–17), 7–6(7–4), 6–4                                                     |
| 1999 | Mark Philippoussis                                                                 | Carlos Moyà                                                                        | 5–7, 6–4, 6–4, 4–6, 6–2                                                            |
| 2000 | Àlex Corretja                                                                      | Thomas Enqvist                                                                     | 6–4, 6–4, 6–3                                                                      |
| 2001 | Andre Agassi                                                                       | Pete Sampras                                                                       | 7–6(7–5), 7–5, 6–1                                                                 |
| 2002 | Lleyton Hewitt                                                                     | Tim Henman                                                                         | 6–1, 6–2                                                                           |
| 2003 | Lleyton Hewitt (2)                                                                 | Gustavo Kuerten                                                                    | 6–1, 6–1                                                                           |
| 2004 | Roger Federer                                                                      | Tim Henman                                                                         | 6–3, 6–3                                                                           |
| 2005 | Roger Federer (2)                                                                  | Lleyton Hewitt                                                                     | 6–2, 6–4, 6–4                                                                      |
| 2006 | Roger Federer (3)                                                                  | James Blake                                                                        | 7–5, 6–3, 6–0                                                                      |
| 2007 | Rafael Nadal                                                                       | Novak Đoković                                                                      | 6–2, 7–5                                                                           |
| 2008 | Novak Đoković                                                                      | Mardy Fish                                                                         | 6–2, 5–7, 6–3                                                                      |
| 2009 | Rafael Nadal (2)                                                                   | Andy Murray                                                                        | 6–1, 6–2                                                                           |
| 2010 | Ivan Ljubičić                                                                      | Andy Roddick                                                                       | 7–6(7–3), 7–6(7–5)                                                                 |
| 2011 | Novak Đoković (2)                                                                  | Rafael Nadal                                                                       | 4–6, 6–3, 6–2                                                                      |
| 2012 | Roger Federer (4)                                                                  | John Isner                                                                         | 7–6(9–7), 6–3                                                                      |
| 2013 | Rafael Nadal (3)                                                                   | Juan Martín del Potro                                                              | 4–6, 6–3, 6–4                                                                      |
| 2014 | Novak Đoković (3)                                                                  | Roger Federer                                                                      | 3–6, 6–3, 7–6(7–3)                                                                 |
| 2015 | Novak Đoković (4)                                                                  | Roger Federer                                                                      | 6–3, 6–7(5–7), 6–2                                                                 |
| 2016 | Novak Đoković (5)                                                                  | Milos Raonic                                                                       | 6–2, 6–0                                                                           |
| 2017 | Roger Federer (5)                                                                  | Stan Wawrinka                                                                      | 6–4, 7–5                                                                           |
| 2018 | Juan Martín del Potro                                                              | Roger Federer                                                                      | 6–4, 6–7(8–10), 7–6(7–2)                                                           |
| 2019 | Dominic Thiem                                                                      | Roger Federer                                                                      | 3–6, 6–3, 7–5                                                                      |
| 2020 | Nu a avut loc din cauza pandemiei de COVID-19                                      | Nu a avut loc din cauza pandemiei de COVID-19                                      | Nu a avut loc din cauza pandemiei de COVID-19                                      |
| 2021 | Cameron Norrie                                                                     | Nikoloz Basilașvili                                                                | 3–6, 6–4, 6–1                                                                      |
| 2022 | Taylor Fritz                                                                       | Rafael Nadal                                                                       | 6–3, 7–6(7–5)                                                                      |
| 2023 | Carlos Alcaraz                                                                     | Daniil Medvedev                                                                    | 6–3, 6–2                                                                           |
| 2024 | Carlos Alcaraz                                                                     | Daniil Medvedev                                                                    | 7–6(7–5), 6–1                                                                      |
| 2025 | Jack Draper                                                                        | Holger Rune                                                                        | 6–2, 6–2                                                                           |

### Simplu feminin
| An                      | Campioană                                     | Finalistă                                     | Scor                                          |
| ----------------------- | --------------------------------------------- | --------------------------------------------- | --------------------------------------------- |
| ↓ Turneu WTA Tier III ↓ |                                               |                                               |                                               |
| 1989                    | Manuela Maleeva                               | Jenny Byrne                                   | 6–4, 6–1                                      |
| ↓ Turneu WTA Tier II ↓  |                                               |                                               |                                               |
| 1990                    | Martina Navratilova                           | Helena Suková                                 | 6–2, 5–7, 6–1                                 |
| 1991                    | Martina Navratilova (2)                       | Monica Seles                                  | 6–2, 7–6(8–6)                                 |
| 1992                    | Monica Seles                                  | Conchita Martínez                             | 6–3, 6–1                                      |
| 1993                    | Mary Joe Fernández                            | Amanda Coetzer                                | 3–6, 6–1, 7–6(8–6)                            |
| 1994                    | Steffi Graf                                   | Amanda Coetzer                                | 6–0, 6–4                                      |
| 1995                    | Mary Joe Fernández (2)                        | Natașa Zvereva                                | 6–4, 6–3                                      |
| 1996                    | Steffi Graf (2)                               | Conchita Martínez                             | 7–6(7–5), 7–6(7–5)                            |
| ↓ Turneu WTA Tier I ↓   |                                               |                                               |                                               |
| 1997                    | Lindsay Davenport                             | Irina Spîrlea                                 | 6–2, 6–1                                      |
| 1998                    | Martina Hingis                                | Lindsay Davenport                             | 6–3, 6–4                                      |
| 1999                    | Serena Williams                               | Steffi Graf                                   | 6–3, 3–6, 7–5                                 |
| 2000                    | Lindsay Davenport (2)                         | Martina Hingis                                | 4–6, 6–4, 6–0                                 |
| 2001                    | Serena Williams (2)                           | Kim Clijsters                                 | 4–6, 6–4, 6–2                                 |
| 2002                    | Daniela Hantuchová                            | Martina Hingis                                | 6–3, 6–4                                      |
| 2003                    | Kim Clijsters                                 | Lindsay Davenport                             | 6–4, 7–5                                      |
| 2004                    | Justine Henin                                 | Lindsay Davenport                             | 6–1, 6–4                                      |
| 2005                    | Kim Clijsters (2)                             | Lindsay Davenport                             | 6–4, 4–6, 6–2                                 |
| 2006                    | Maria Șarapova                                | Elena Dementieva                              | 6–1, 6–2                                      |
| 2007                    | Daniela Hantuchová (2)                        | Svetlana Kuznețova                            | 6–3, 6–4                                      |
| 2008                    | Ana Ivanović                                  | Svetlana Kuznețova                            | 6–4, 6–3                                      |
| ↓ Turneu WTA Premier ↓  |                                               |                                               |                                               |
| 2009                    | Vera Zvonariova                               | Ana Ivanović                                  | 7–6(7–5), 6–2                                 |
| 2010                    | Jelena Janković                               | Caroline Wozniacki                            | 6–2, 6–4                                      |
| 2011                    | Caroline Wozniacki                            | Marion Bartoli                                | 6–1, 2–6, 6–3                                 |
| 2012                    | Victoria Azarenka                             | Maria Șarapova                                | 6–2, 6–3                                      |
| 2013                    | Maria Șarapova (2)                            | Caroline Wozniacki                            | 6–2, 6–2                                      |
| 2014                    | Flavia Pennetta                               | Agnieszka Radwańska                           | 6–2, 6–1                                      |
| 2015                    | Simona Halep                                  | Jelena Janković                               | 2–6, 7–5, 6–4                                 |
| 2016                    | Victoria Azarenka (2)                         | Serena Williams                               | 6–4, 6–4                                      |
| 2017                    | Elena Vesnina                                 | Svetlana Kuznețova                            | 6–7(6–8), 7–5, 6–4                            |
| 2018                    | Naomi Osaka                                   | Daria Kasatkina                               | 6–3, 6–2                                      |
| 2019                    | Bianca Andreescu                              | Angelique Kerber                              | 6–4, 3–6, 6–4                                 |
| 2020                    | Nu a avut loc din cauza pandemiei de COVID-19 | Nu a avut loc din cauza pandemiei de COVID-19 | Nu a avut loc din cauza pandemiei de COVID-19 |
| ↓ WTA 1000 ↓            |                                               |                                               |                                               |
| 2021                    | Paula Badosa                                  | Victoria Azarenka                             | 7–6(7–5), 2–6, 7–6(7–2)                       |
| 2022                    | Iga Świątek                                   | Maria Sakkari                                 | 6–4, 6–1                                      |
| 2023                    | Elena Rîbakina                                | Arina Sabalenka                               | 7–6(13–11), 6–4                               |
| 2024                    | Iga Świątek (2)                               | Maria Sakkari                                 | 6–4, 6–0                                      |
| 2025                    | Mirra Andreeva                                | Arina Sabalenka                               | 2–6, 6–4, 6–3                                 |

### Dublu masculin
| An   | Campioni                                                               | Finaliști                                                              | Scor                                                                   |
| ---- | ---------------------------------------------------------------------- | ---------------------------------------------------------------------- | ---------------------------------------------------------------------- |
| 1974 | Charlie Pasarell Sherwood Stewart                                      | Tom Edlefsen Manuel Orantes                                            | 6–4, 6–4                                                               |
| 1975 | William Brown Raúl Ramírez                                             | Raymond Moore Dennis Ralston                                           | 2–6, 7–6, 6–4                                                          |
| 1976 | Colin Dibley Sandy Mayer                                               | Raymond Moore Erik van Dillen                                          | 6–4, 6–7, 7–6                                                          |
| 1977 | Bob Hewitt Frew McMillan                                               | Marty Riessen Roscoe Tanner                                            | 7–6, 7–6                                                               |
| 1978 | Raymond Moore Roscoe Tanner                                            | Bob Hewitt Frew McMillan                                               | 6–4, 6–4                                                               |
| 1979 | Gene Mayer Sandy Mayer (2)                                             | Cliff Drysdale Bruce Manson                                            | 6–4, 7–6                                                               |
| 1980 | Finala nu a avut loc din cauza ploii (doar primul tur a fost încheiat) | Finala nu a avut loc din cauza ploii (doar primul tur a fost încheiat) | Finala nu a avut loc din cauza ploii (doar primul tur a fost încheiat) |
| 1981 | Bruce Manson Brian Teacher                                             | Terry Moor Eliot Teltscher                                             | 7–6, 6–2                                                               |
| 1982 | Brian Gottfried Raúl Ramírez (2)                                       | John Lloyd Dick Stockton                                               | 6–4, 3–6, 6–2                                                          |
| 1983 | Brian Gottfried (2) Raúl Ramírez (3)                                   | Tian Viljoen Danie Visser                                              | 6–3, 6–3                                                               |
| 1984 | Bernard Mitton Butch Walts                                             | Scott Davis Ferdi Taygan                                               | 5–7, 6–3, 6–2                                                          |
| 1985 | Heinz Günthardt Balázs Taróczy                                         | Ken Flach Robert Seguso                                                | 3–6, 7–6, 6–3                                                          |
| 1986 | Peter Fleming Guy Forget                                               | Yannick Noah Sherwood Stewart                                          | 6–4, 6–3                                                               |
| 1987 | Guy Forget (2) Yannick Noah                                            | Boris Becker Eric Jelen                                                | 6–4, 7–6                                                               |
| 1988 | Boris Becker Guy Forget (3)                                            | Jorge Lozano Todd Witsken                                              | 6–4, 6–4                                                               |
| 1989 | Boris Becker (2) Jakob Hlasek                                          | Kevin Curren David Pate                                                | 7–6, 7–5                                                               |
| 1990 | Boris Becker (3) Guy Forget (4)                                        | Jim Grabb Patrick McEnroe                                              | 4–6, 6–4, 6–3                                                          |
| 1991 | Jim Courier Javier Sánchez                                             | Guy Forget Henri Leconte                                               | 7–6, 3–6, 6–3                                                          |
| 1992 | Steve DeVries David Macpherson                                         | Kent Kinnear Sven Salumaa                                              | 4–6, 6–3, 6–3                                                          |
| 1993 | Guy Forget (5) Henri Leconte                                           | Luke Jensen Scott Melville                                             | 6–4, 7–5                                                               |
| 1994 | Grant Connell Patrick Galbraith                                        | Byron Black Jonathan Stark                                             | 7–5, 6–3                                                               |
| 1995 | Tommy Ho Brett Steven                                                  | Gary Muller Piet Norval                                                | 6–4, 7–6                                                               |
| 1996 | Todd Woodbridge Mark Woodforde                                         | Brian MacPhie Michael Tebbutt                                          | 1–6, 6–2, 6–2                                                          |
| 1997 | Mark Knowles Daniel Nestor                                             | Mark Philippoussis Patrick Rafter                                      | 7–6, 4–6, 7–5                                                          |
| 1998 | Jonas Björkman Patrick Rafter                                          | Todd Martin Richey Reneberg                                            | 6–4, 7–6                                                               |
| 1999 | Wayne Black Sandon Stolle                                              | Ellis Ferreira Rick Leach                                              | 7–6(7–4), 6–3                                                          |
| 2000 | Alex O'Brien Jared Palmer                                              | Paul Haarhuis Sandon Stolle                                            | 6–4, 7–6(7–5)                                                          |
| 2001 | Wayne Ferreira Evgheni Kafelnikov                                      | Jonas Björkman Todd Woodbridge                                         | 6–2, 7–5                                                               |
| 2002 | Mark Knowles (2) Daniel Nestor (2)                                     | Roger Federer Max Mirnîi                                               | 6–4, 6–4                                                               |
| 2003 | Wayne Ferreira (2) Evgheni Kafelnikov (2)                              | Bob Bryan Mike Bryan                                                   | 3–6, 7–5, 6–4                                                          |
| 2004 | Arnaud Clément Sébastien Grosjean                                      | Wayne Black Kevin Ullyett                                              | 6–3, 4–6, 7–5                                                          |
| 2005 | Mark Knowles (3) Daniel Nestor (3)                                     | Wayne Arthurs Paul Hanley                                              | 7–6(8–6), 7–6(7–2)                                                     |
| 2006 | Mark Knowles (4) Daniel Nestor (4)                                     | Bob Bryan Mike Bryan                                                   | 6–4, 6–4                                                               |
| 2007 | Martin Damm Leander Paes                                               | Jonathan Erlich Andy Ram                                               | 6–4, 6–4                                                               |
| 2008 | Jonathan Erlich Andy Ram                                               | Daniel Nestor Nenad Zimonjić                                           | 6–4, 6–4                                                               |
| 2009 | Mardy Fish Andy Roddick                                                | Max Mirnîi Andy Ram                                                    | 3–6, 6–1, [14–12]                                                      |
| 2010 | Marc López Rafael Nadal                                                | Daniel Nestor Nenad Zimonjić                                           | 7–6(10–8), 6–3                                                         |
| 2011 | Alexandr Dolgopolov Xavier Malisse                                     | Roger Federer Stanislas Wawrinka                                       | 6–4, 6–7(5–7), [10–7]                                                  |
| 2012 | Marc López (2) Rafael Nadal (2)                                        | John Isner Sam Querrey                                                 | 6–2, 7–6(7–3)                                                          |
| 2013 | Bob Bryan Mike Bryan                                                   | Treat Conrad Huey Jerzy Janowicz                                       | 6–3, 3–6, [10–6]                                                       |
| 2014 | Bob Bryan (2) Mike Bryan (2)                                           | Alexander Peya Bruno Soares                                            | 6–4, 6–3                                                               |
| 2015 | Vasek Pospisil Jack Sock                                               | Simone Bolelli Fabio Fognini                                           | 6–4, 6–7(3–7), [10–7]                                                  |
| 2016 | Pierre-Hugues Herbert Nicolas Mahut                                    | Vasek Pospisil Jack Sock                                               | 6–3, 7–6(7–5)                                                          |
| 2017 | Raven Klaasen Rajeev Ram                                               | Łukasz Kubot Marcelo Melo                                              | 6–7(1–7), 6–4, [10–8]                                                  |
| 2018 | John Isner Jack Sock (2)                                               | Bob Bryan Mike Bryan                                                   | 7–6(7–4), 7–6(7–2)                                                     |
| 2019 | Nikola Mektić Horacio Zeballos                                         | Łukasz Kubot Marcelo Melo                                              | 4–6, 6–4, [10–3]                                                       |
| 2020 | Nu a avut loc din cauza pandemiei de COVID-19                          | Nu a avut loc din cauza pandemiei de COVID-19                          | Nu a avut loc din cauza pandemiei de COVID-19                          |
| 2021 | John Peers Filip Polášek                                               | Aslan Karațev Andrei Rubliov                                           | 6–3, 7–6(7–5)                                                          |
| 2022 | John Isner (2) Jack Sock (3)                                           | Santiago González Édouard Roger-Vasselin                               | 7–6(7–4), 6–3                                                          |
| 2023 | Rohan Bopanna Matthew Ebden                                            | Wesley Koolhof Neal Skupski                                            | 6–3, 2–6, [10–8]                                                       |
| 2024 | Wesley Koolhof Nikola Mektić                                           | Marcel Granollers Horacio Zeballos                                     | 7–6(7–2), 7–6(7–4)                                                     |
| 2025 | Marcelo Arévalo Mate Pavić                                             | Sebastian Korda Jordan Thompson                                        | 6–3, 6–4                                                               |

### Dublu feminin
| An                      | Campione                                      | Finaliste                                     | Scor                                          |
| ----------------------- | --------------------------------------------- | --------------------------------------------- | --------------------------------------------- |
| ↓ Turneu WTA Tier III ↓ |                                               |                                               |                                               |
| 1989                    | Hana Mandlíková Pam Shriver                   | Rosalyn Fairbank Gretchen Rush-Magers         | 6–3, 6–7(4–7), 6–3                            |
| ↓ Turneu WTA Tier II ↓  |                                               |                                               |                                               |
| 1990                    | Jana Novotná Helena Suková                    | Gigi Fernández Martina Navratilova            | 6–2, 7–6(8–6)                                 |
| 1991                    | Finala nu a avut loc din cauza ploii          | Finala nu a avut loc din cauza ploii          | Finala nu a avut loc din cauza ploii          |
| 1992                    | Claudia Kohde-Kilsch Stephanie Rehe           | Jill Hetherington Kathy Rinaldi               | 6–3, 6–3                                      |
| 1993                    | Rennae Stubbs Helena Suková (2)               | Ann Grossman Patricia Hy                      | 6–3, 6–4                                      |
| 1994                    | Lindsay Davenport Lisa Raymond                | Manon Bollegraf Helena Suková                 | 6–2, 6–4                                      |
| 1995                    | Lindsay Davenport (2) Lisa Raymond (2)        | Larisa Savcenko Neiland Arantxa Sánchez       | 2–6, 6–4, 6–3                                 |
| 1996                    | Chanda Rubin Brenda Schultz-McCarthy          | Julie Halard Nathalie Tauziat                 | 6–1, 6–4                                      |
| ↓ Turneu WTA Tier I ↓   |                                               |                                               |                                               |
| 1997                    | Lindsay Davenport (3) Natașa Zvereva          | Lisa Raymond Nathalie Tauziat                 | 6–3, 6–2                                      |
| 1998                    | Lindsay Davenport (4) Natașa Zvereva (2)      | Alexandra Fusai Nathalie Tauziat              | 6–4, 2–6, 6–4                                 |
| 1999                    | Martina Hingis Anna Kurnikova                 | Mary Joe Fernández Jana Novotná               | 6–2, 6–2                                      |
| 2000                    | Lindsay Davenport (5) Corina Morariu          | Anna Kurnikova Natașa Zvereva                 | 6–2, 6–3                                      |
| 2001                    | Nicole Arendt Ai Sugiyama                     | Virginia Ruano Paola Suárez                   | 6–4, 6–4                                      |
| 2002                    | Lisa Raymond (3) Rennae Stubbs (2)            | Elena Dementieva Janette Husárová             | 7–5, 6–0                                      |
| 2003                    | Lindsay Davenport (6) Lisa Raymond (4)        | Kim Clijsters Ai Sugiyama                     | 3–6, 6–4, 6–1                                 |
| 2004                    | Virginia Ruano Pascual Paola Suárez           | Svetlana Kuznețova Elena Lihovțeva            | 6–1, 6–2                                      |
| 2005                    | Virginia Ruano Pascual (2) Paola Suárez (2)   | Nadia Petrova Meghann Shaughnessy             | 7–6(7–3), 6–1                                 |
| 2006                    | Lisa Raymond (5) Samantha Stosur              | Virginia Ruano Meghann Shaughnessy            | 6–2, 7–5                                      |
| 2007                    | Lisa Raymond (6) Samantha Stosur (2)          | Chan Yung-jan Chuang Chia-jung                | 6–3, 7–5                                      |
| 2008                    | Dinara Safina Elena Vesnina                   | Yan Zi Zheng Jie                              | 6–1, 1–6, [10–8]                              |
| ↓ Turneu WTA Premier ↓  |                                               |                                               |                                               |
| 2009                    | Victoria Azarenka Vera Zvonariova             | Gisela Dulko Shahar Pe'er                     | 6–4, 3–6, [10–5]                              |
| 2010                    | Květa Peschke Katarina Srebotnik              | Nadia Petrova Samantha Stosur                 | 6–4, 2–6, [10–5]                              |
| 2011                    | Sania Mirza Elena Vesnina (2)                 | Bethanie Mattek-Sands Meghann Shaughnessy     | 6–0, 7–5                                      |
| 2012                    | Liezel Huber Lisa Raymond (7)                 | Sania Mirza Elena Vesnina                     | 6–2, 6–3                                      |
| 2013                    | Ekaterina Makarova Elena Vesnina (3)          | Nadia Petrova Katarina Srebotnik              | 6–0, 5–7, [10–6]                              |
| 2014                    | Hsieh Su-wei Peng Shuai                       | Cara Black Sania Mirza                        | 7–6(7–5), 6–2                                 |
| 2015                    | Martina Hingis (2) Sania Mirza (2)            | Ekaterina Makarova Elena Vesnina              | 6–3, 6–4                                      |
| 2016                    | Bethanie Mattek-Sands Coco Vandeweghe         | Julia Görges Karolína Plíšková                | 4–6, 6–4, [10–6]                              |
| 2017                    | Chan Yung-jan Martina Hingis (3)              | Lucie Hradecká Kateřina Siniaková             | 7–6(7–4), 6–2                                 |
| 2018                    | Hsieh Su-wei (2) Barbora Strýcová             | Ekaterina Makarova Elena Vesnina              | 6–4, 6–4                                      |
| 2019                    | Elise Mertens Arina Sabalenka                 | Barbora Krejčíková Kateřina Siniaková         | 6–3, 6–2                                      |
| 2020                    | Nu a avut loc din cauza pandemiei de COVID-19 | Nu a avut loc din cauza pandemiei de COVID-19 | Nu a avut loc din cauza pandemiei de COVID-19 |
| ↓ WTA 1000 ↓            |                                               |                                               |                                               |
| 2021                    | Hsieh Su-wei (3) Elise Mertens (2)            | Veronika Kudermetova Elena Rîbakina           | 7–6(7–1), 6–3                                 |
| 2022                    | Xu Yifan Yang Zhaoxuan                        | Asia Muhammad Ena Shibahara                   | 7–5, 7–6(7–4)                                 |
| 2023                    | Barbora Krejčíková Kateřina Siniaková         | Beatriz Haddad Maia Laura Siegemund           | 6–1, 6–7(3–7), [10–7]                         |
| 2024                    | Hsieh Su-wei Elise Mertens                    | Storm Hunter Kateřina Siniaková               | 6–3, 6–4                                      |
| 2025                    | Asia Muhammad Demi Schuurs                    | Tereza Mihalíková Olivia Nicholls             | 6–2, 7–6(7–4)                                 |

## Recorduri

### Simplu masculin
| Cele mai multe titluri                      | Roger Federer                                       | 5                              |
| Cele mai multe titluri                      | Novak Đoković                                       | 5                              |
| Cele mai multe finale                       | Roger Federer                                       | 9                              |
| Cele mai multe titluri consecutive          | Roger Federer (2004, 2005, 2006)                    | 3                              |
| Cele mai multe titluri consecutive          | Novak Đoković (2014, 2015, 2016)                    | 3                              |
| Cele mai multe finale consecutive           | Roger Federer (2004, 2005, 2006) (2017, 2018, 2019) | 3                              |
| Cele mai multe finale consecutive           | Novak Đoković (2014, 2015, 2016)                    | 3                              |
| Cele mai multe meciuri jucate               | Roger Federer                                       | 79                             |
| Cele mai multe meciuri câștigate            | Roger Federer                                       | 66                             |
| Cele mai multe meciuri consecutive câștigat | Novak Đoković                                       | 19                             |
| Cele mai multe ediții jucate                | Roger Federer                                       | 18                             |
| Cel mai bun dintre cei care au câștigat %   | Carlos Alcaraz                                      | 88.89% (16–2)                  |
| Cel mai tânăr campion                       | Boris Becker                                        | 19 ani, 2 luni, 26 zile (1987) |
| Cel mai în vârstă campion                   | Roger Federer                                       | 35 ani, 7 luni, 11 zile (2017) |

| 1991 (51 game-uri) | 1991 (51 game-uri) | 1991 (51 game-uri) | 1991 (51 game-uri) | 1991 (51 game-uri) | 1991 (51 game-uri) |
| ------------------ | ------------------ | ------------------ | ------------------ | ------------------ | ------------------ |
| Jim Courier        | 4                  | 6                  | 4                  | 6                  | 7                  |
| Guy Forget         | 6                  | 3                  | 6                  | 3                  | 64                 |

| 2016 (14 game-uri) | 2016 (14 game-uri) | 2016 (14 game-uri) |
| ------------------ | ------------------ | ------------------ |
| Novak Djoković     | 6                  | 6                  |
| Milos Raonic       | 2                  | 0                  |

### Simplu feminin
| Cele mai multe titluri                       | Martina Navratilova                  | 2                              |
| Cele mai multe titluri                       | Mary Joe Fernandez                   | 2                              |
| Cele mai multe titluri                       | Steffi Graf                          | 2                              |
| Cele mai multe titluri                       | Lindsay Davenport                    | 2                              |
| Cele mai multe titluri                       | Serena Williams                      | 2                              |
| Cele mai multe titluri                       | Kim Clijsters                        | 2                              |
| Cele mai multe titluri                       | Daniela Hantuchová                   | 2                              |
| Cele mai multe titluri                       | Maria Șarapova                       | 2                              |
| Cele mai multe titluri                       | Victoria Azarenka                    | 2                              |
| Cele mai multe titluri                       | Iga Świątek                          | 2                              |
| Cele mai multe finale                        | Lindsay Davenport                    | 6                              |
| Cele mai multe titluri consecutive           | Martina Navratilova (1990, 1991)     | 2                              |
| Cele mai multe finale consecutive            | Lindsay Davenport (2003, 2004, 2005) | 3                              |
| Cele mai multe meciuri consecutive câștigate | Martina Navratilova                  | 10                             |
| Cele mai multe meciuri consecutive câștigate | Ana Ivanovic                         | 10                             |
| Cele mai multe meciuri consecutive câștigate | Iga Świątek                          | 10                             |
| Cel mai mare % de jocuri câștigate           | Martina Navrátilová                  | 100% (10–0)                    |
| Cea mai tânără campioană                     | Martina Hingis                       | 17 ani, 5 luni, 13 zile (1998) |
| Cea mai în vârstă campioană                  | Martina Navrátilová                  | 34 ani, 4 luni, 26 zile (1991) |

## Galerie

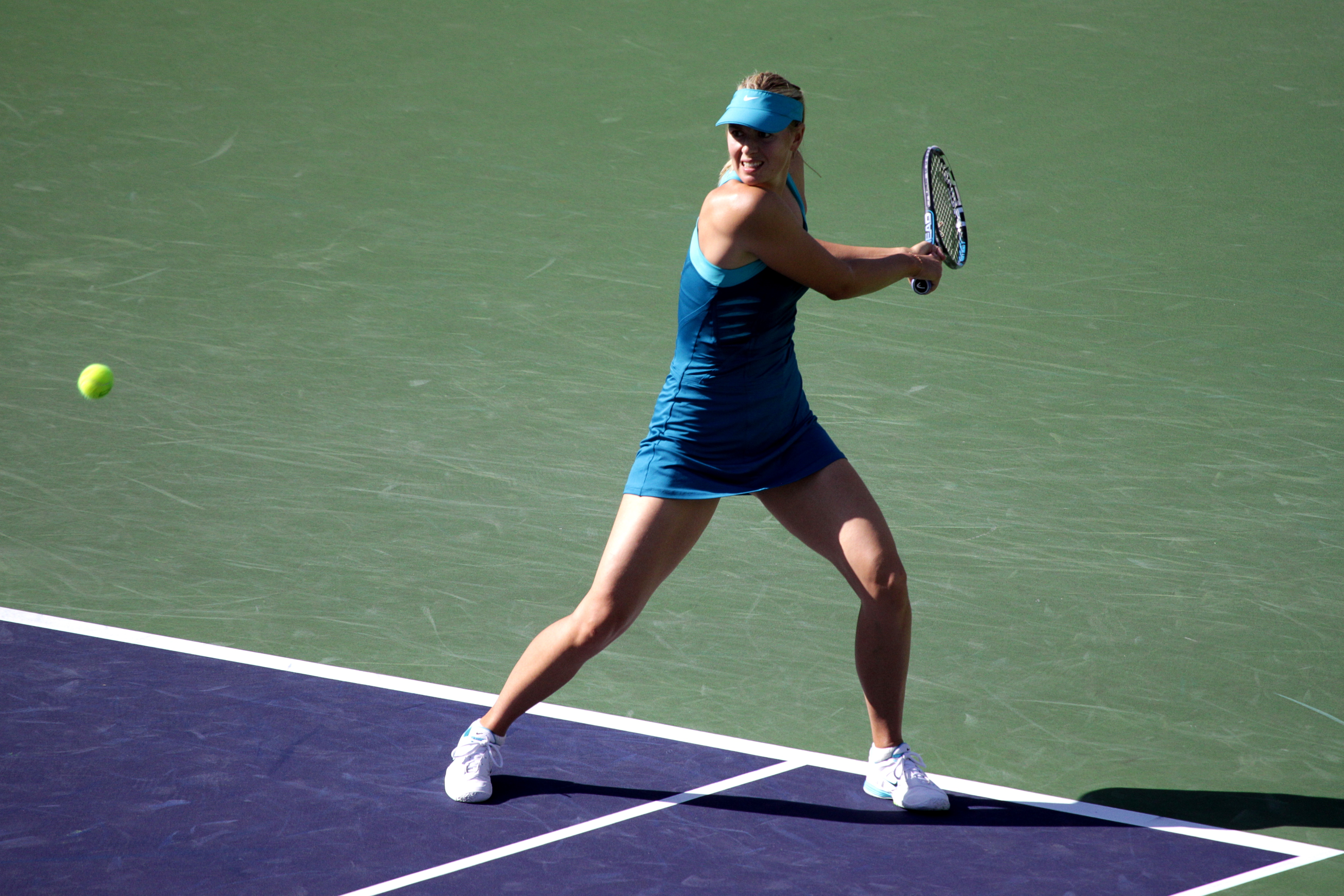
Maria Șarapova, 2012
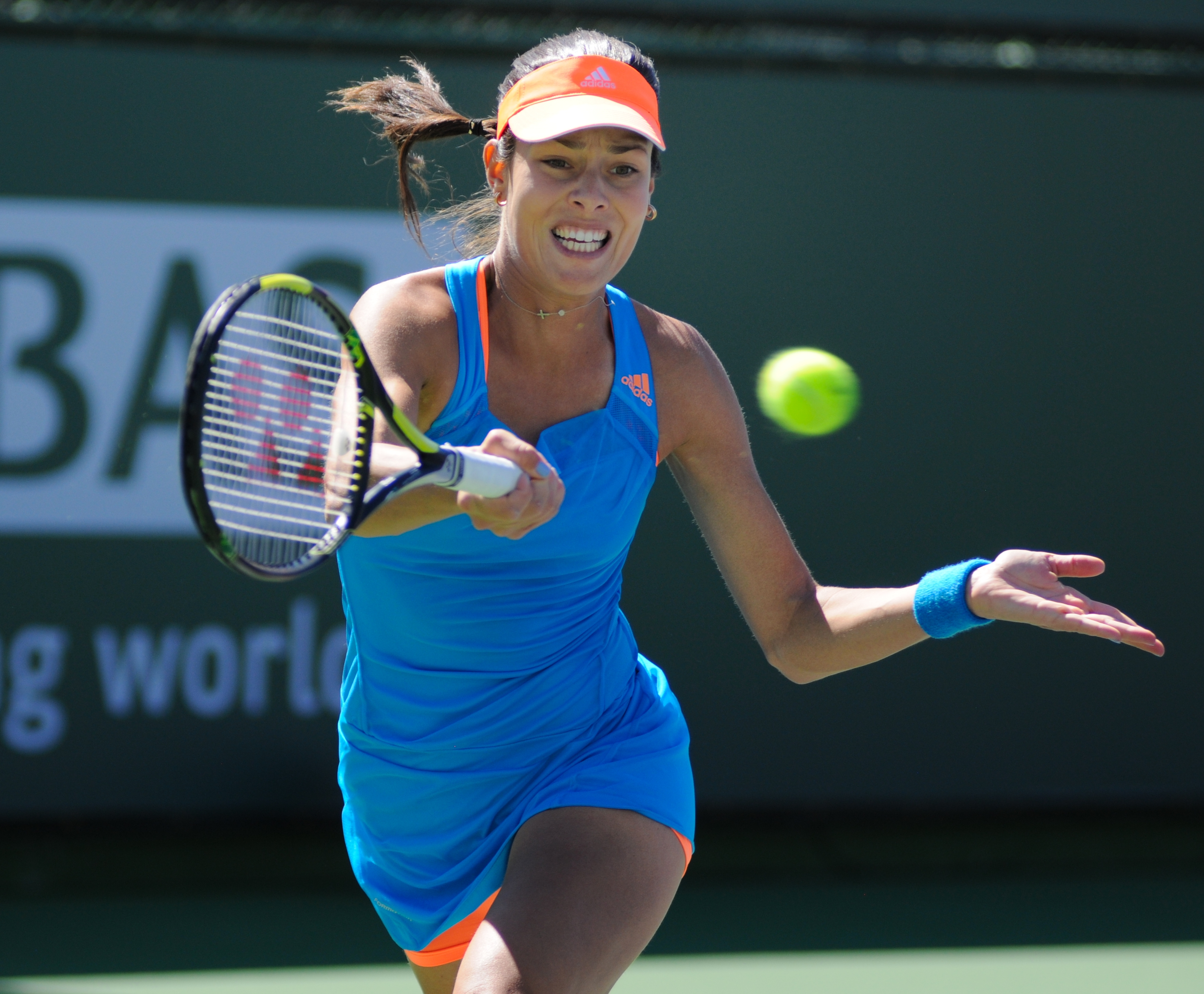
Ana Ivanović, 2014
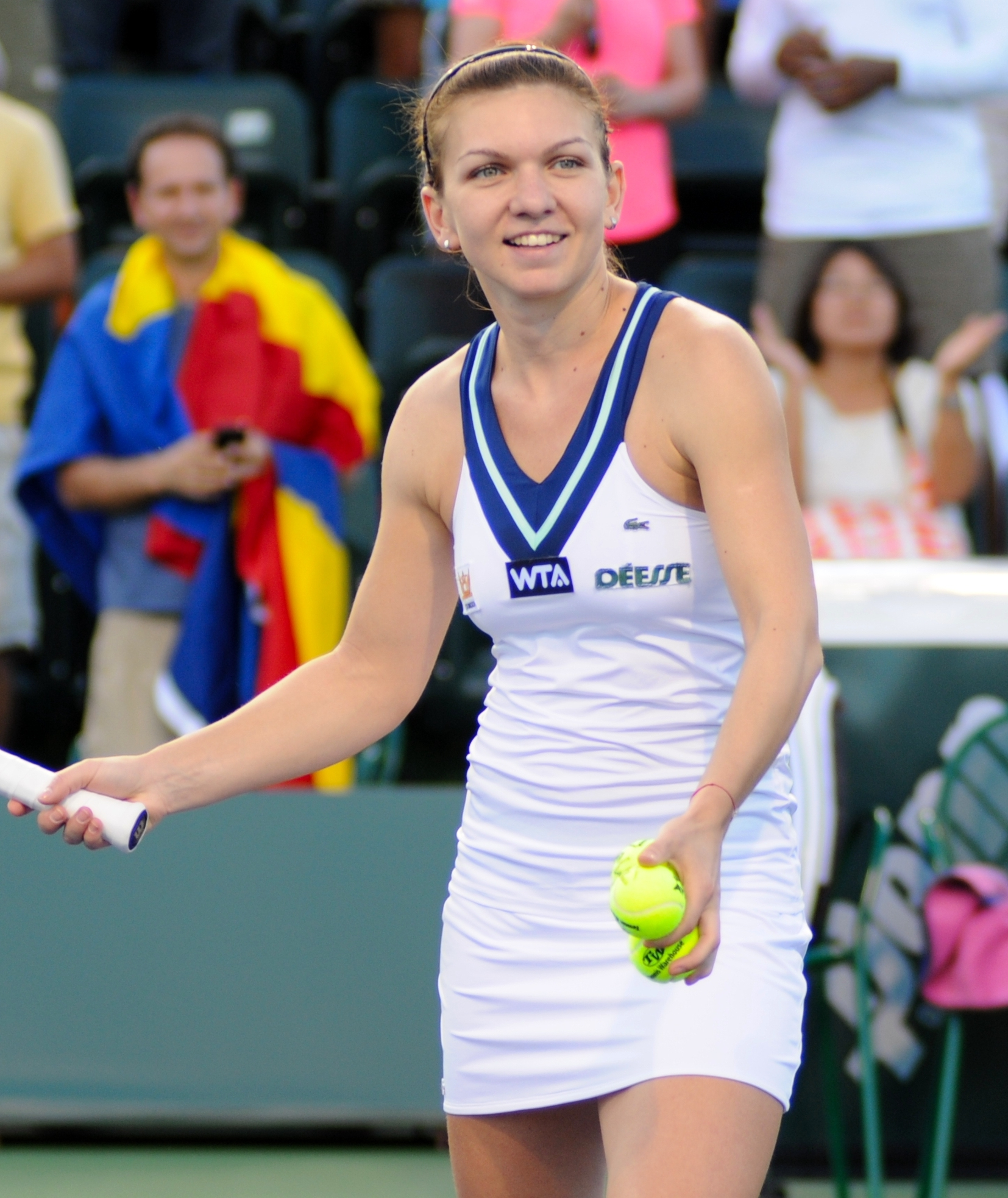
Simona Halep, 2017
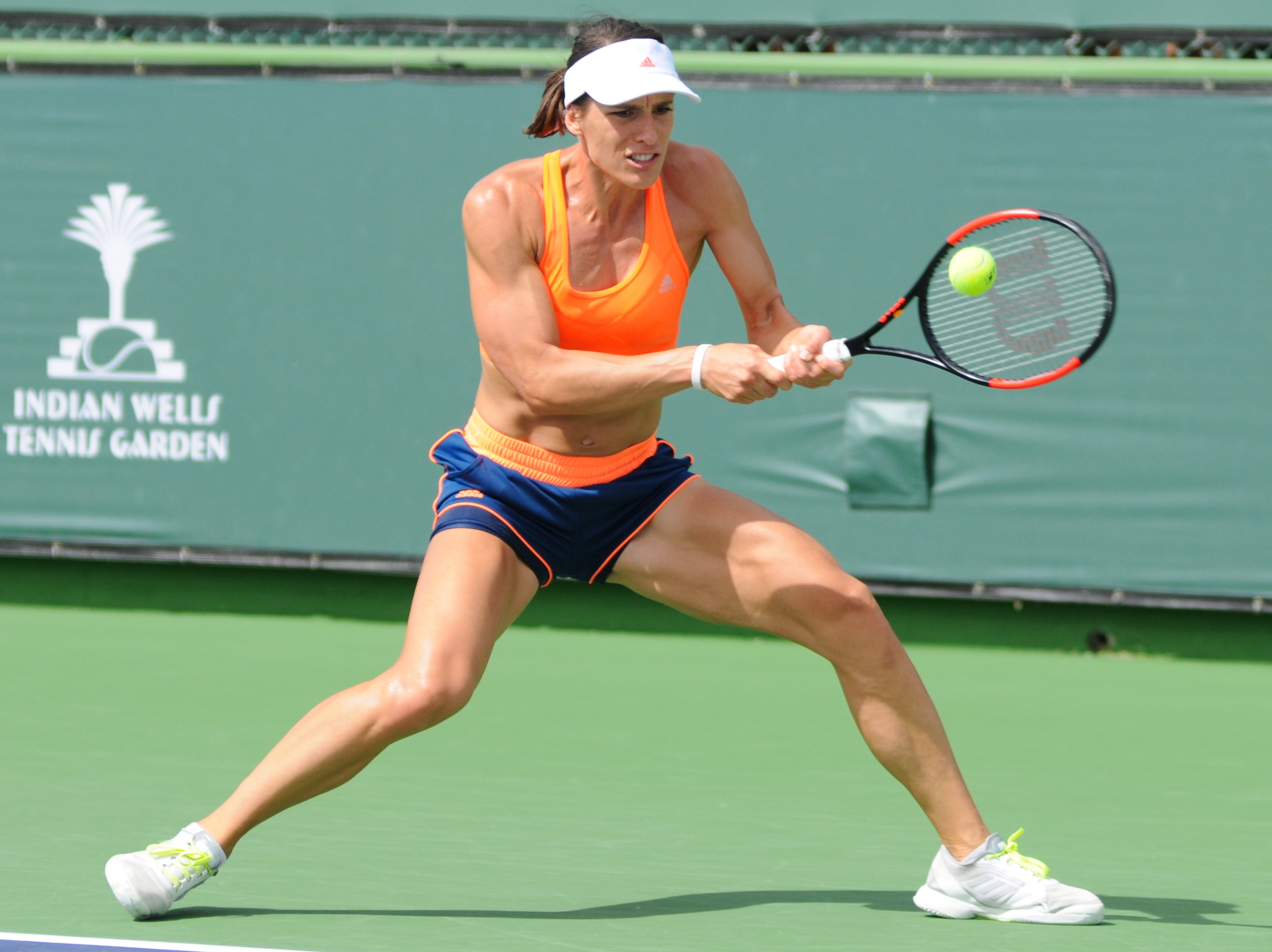
Andrea Petkovic, 2017
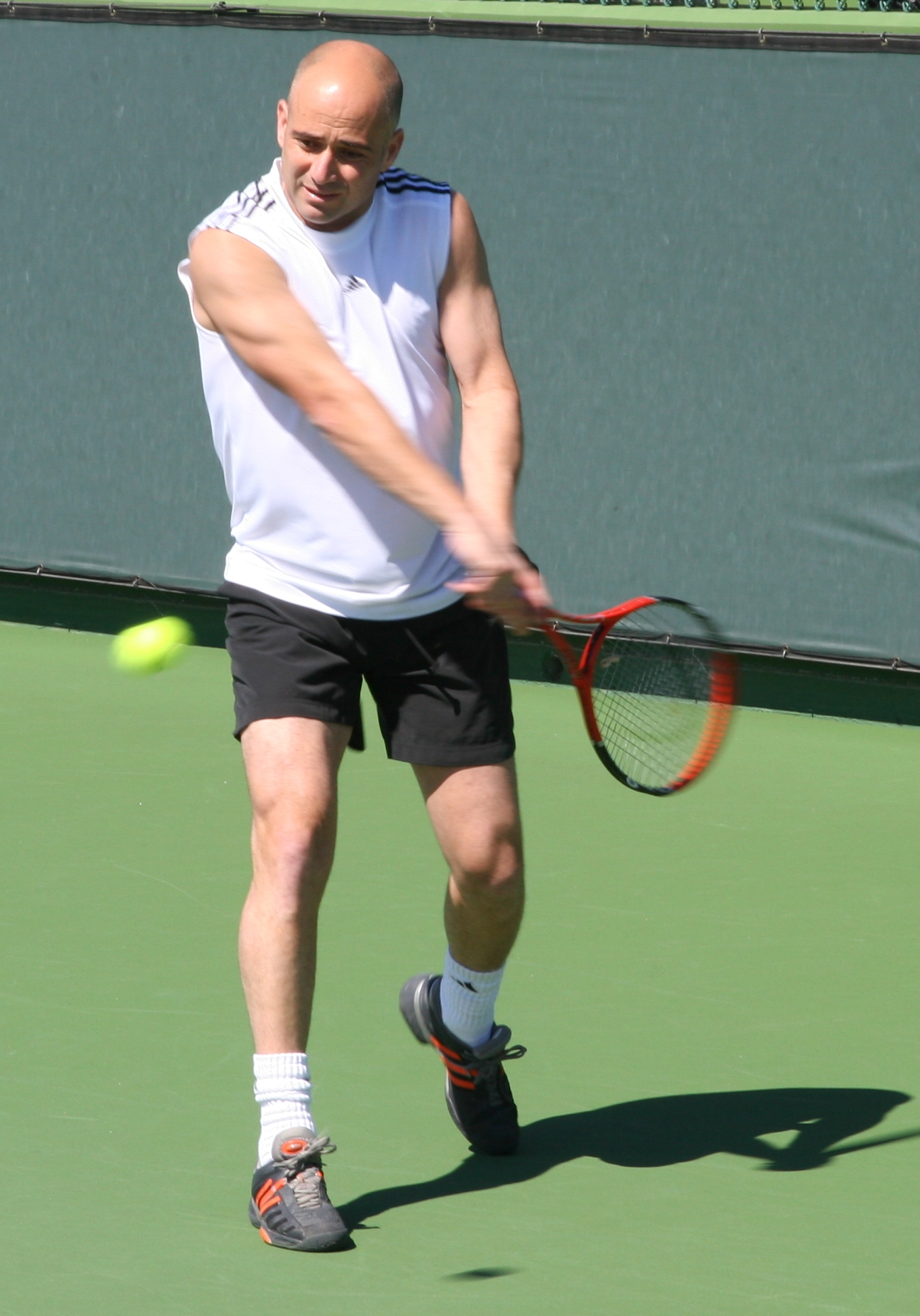
Andre Agassi, 2006
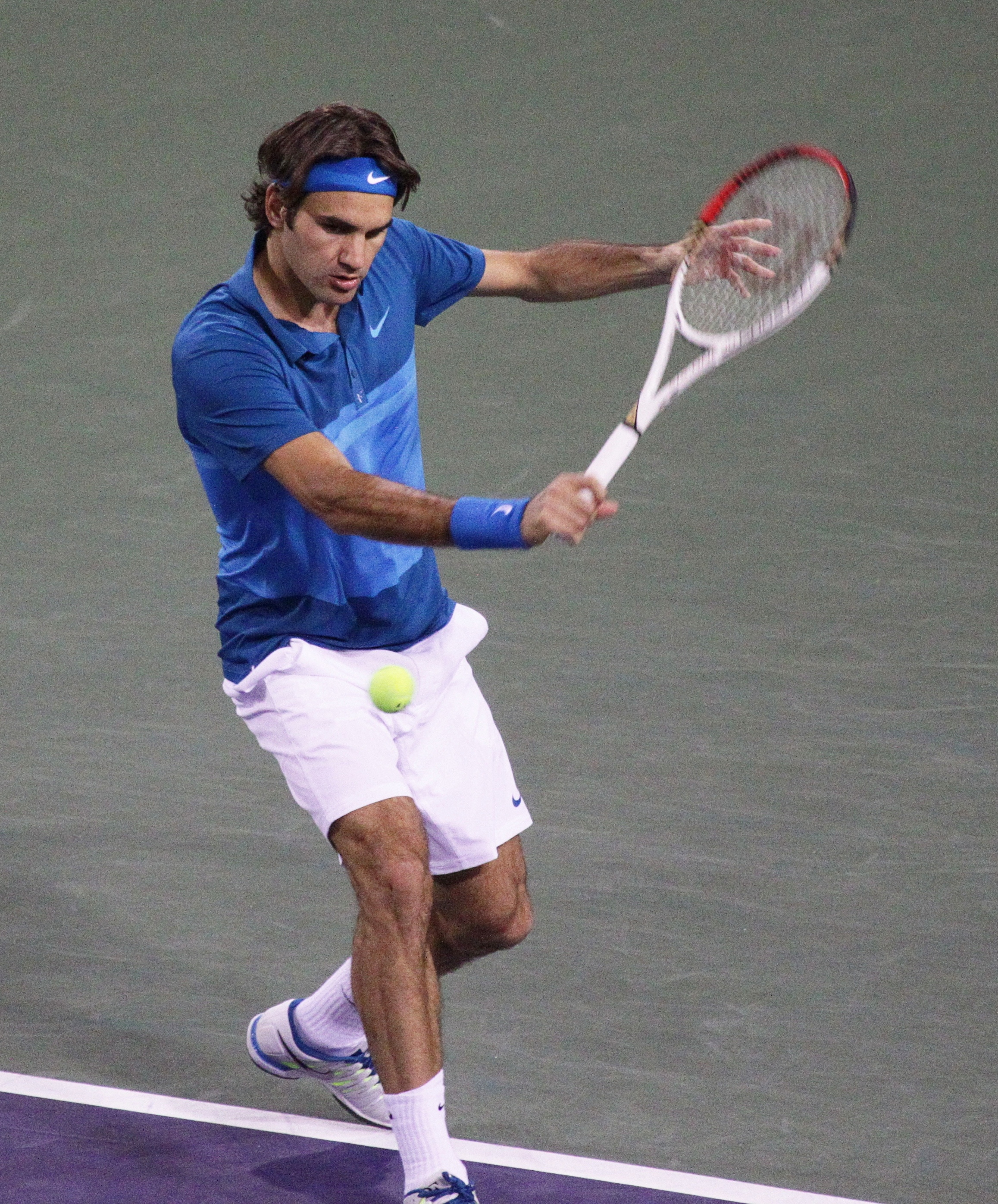
Roger Federer, 2012
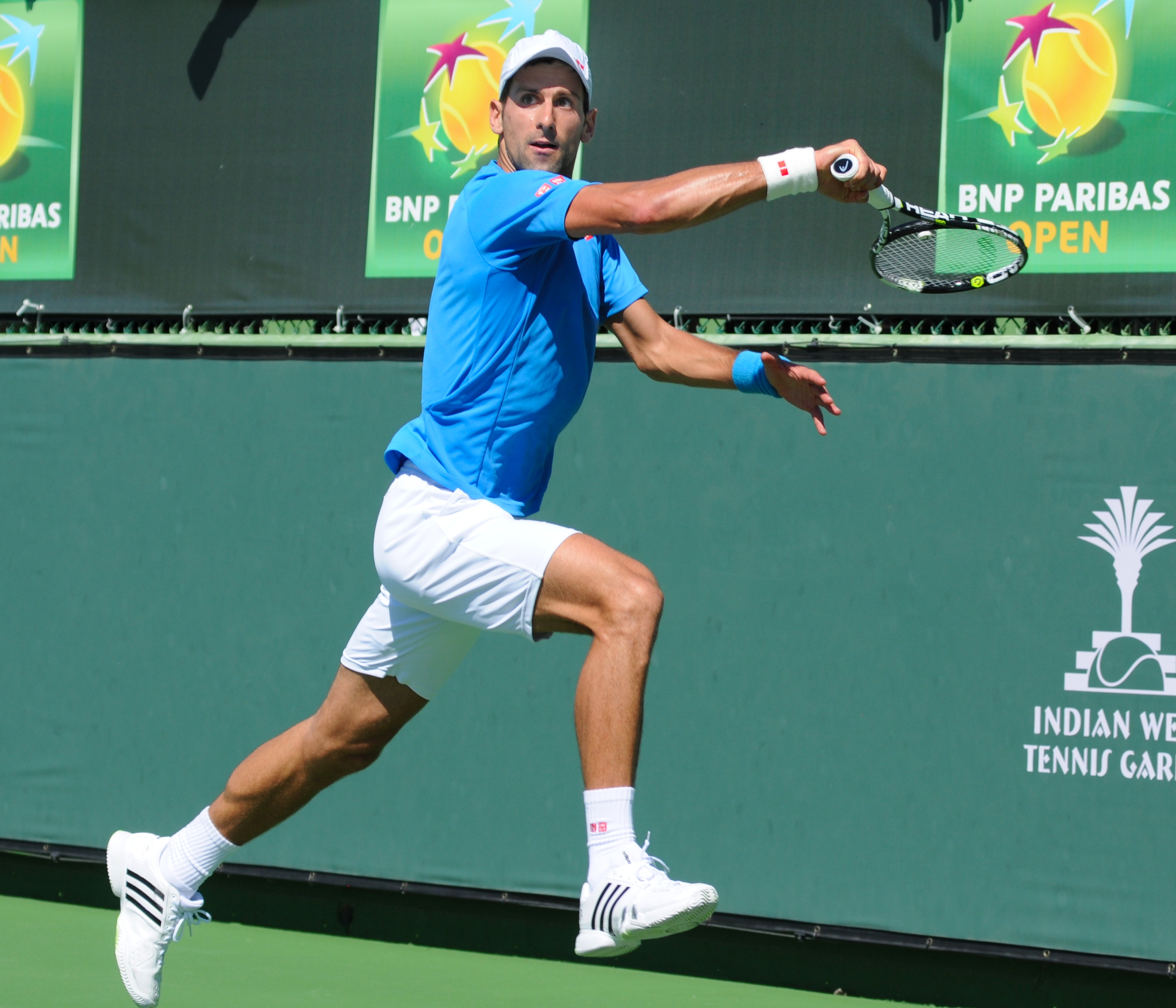
Novak Djoković, 2015
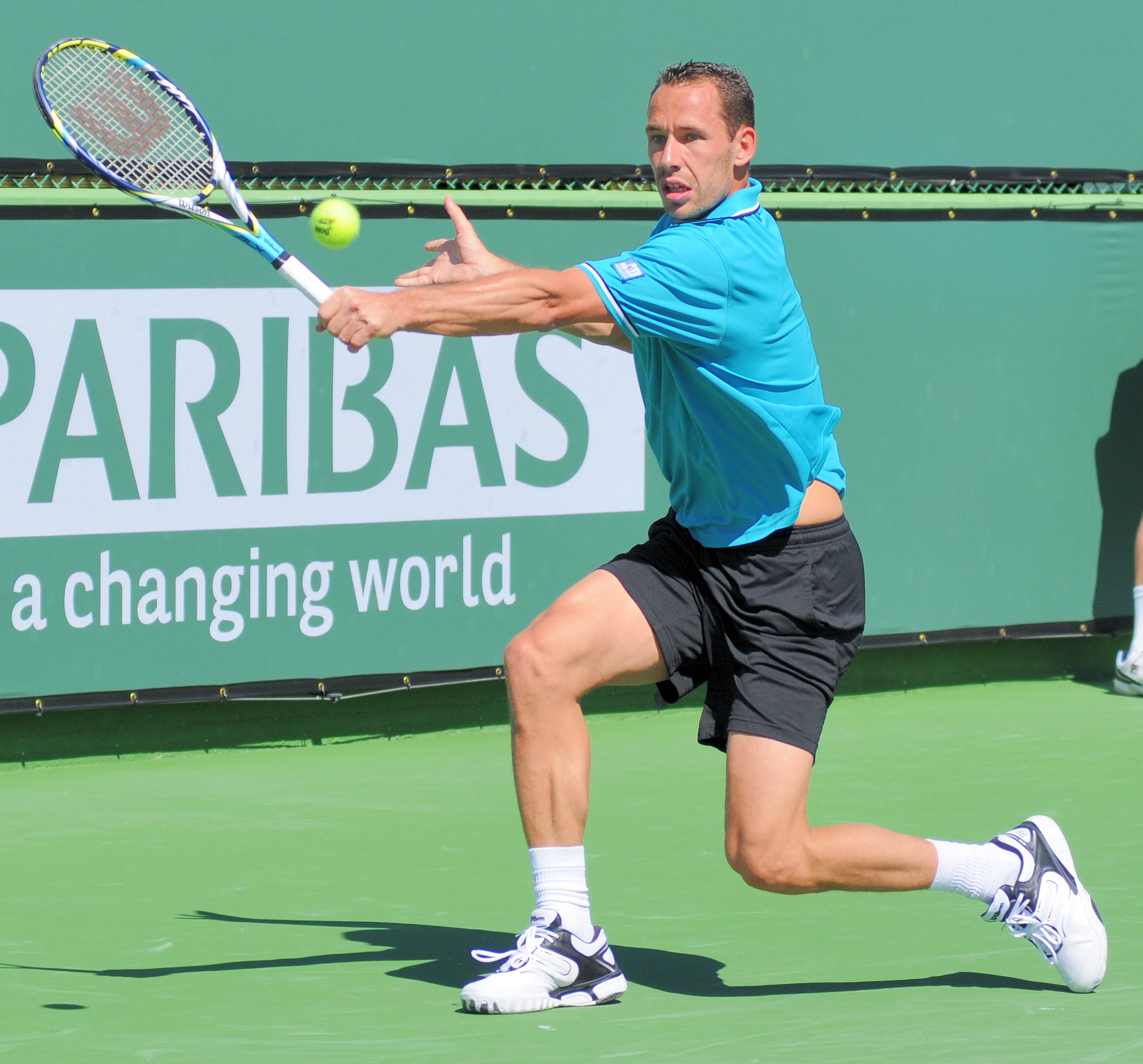
Michaël Llodra, 2012
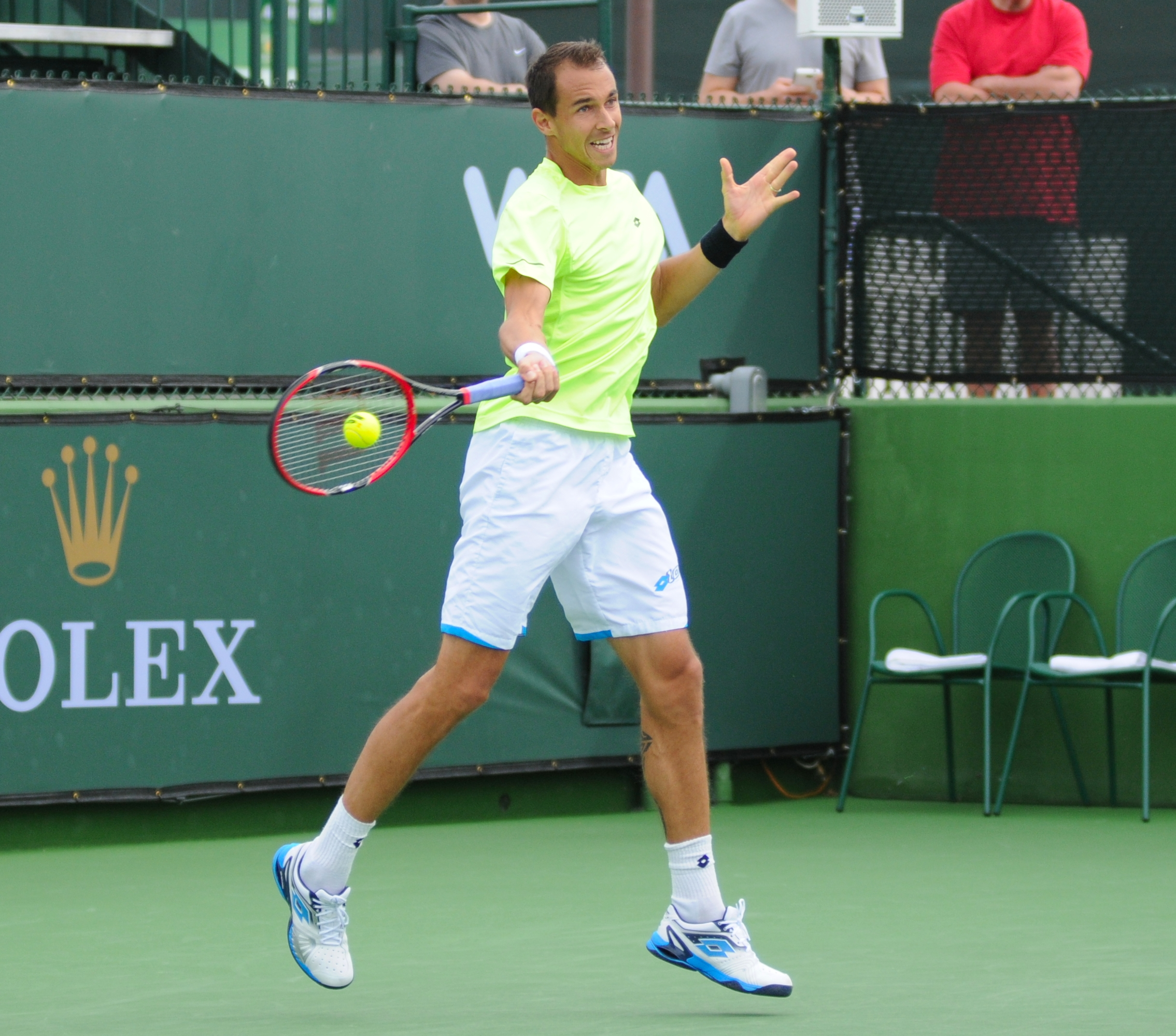
Lukáš Rosol, 2016